# أسيكلوفيناك
أسيكلوفيناك (بالإنجليزية: Aceclofenac)‏ هو مضاد التهاب غير ستيروئيدي يستخدم كمسكن ومضاد للإلتهابات وخافض للحرارة.

## الأسماء التجارية
LOFLAM PRODUCED BY MEDPHARMA UAE